# Mesobiotus binieki
Espèce
Synonymes
- Macrobiotus binieki Kaczmarek, Gołdyn, Prokop & Michalczyk, 2011

Mesobiotus binieki est une espèce de tardigrades de la famille des Macrobiotidae.

## Distribution
Cette espèce est endémique de Bulgarie.

## Étymologie
Cette espèce est nommée en l'honneur de Janusz Biniek.

## Publication originale
- Kaczmarek, Gołdyn, Prokop & Michalczyk, 2011 : New records of Tardigrada from Bulgaria with the description of Macrobiotus binieki sp. nov. (Eutardigrada: Macrobiotidae) and a key to the species of the harmsworthi group. Zootaxa, no 2781, p. 29-39.